# Азовский 45-й пехотный полк
45-й пехотный Азовский генерал-фельдмаршала графа Головина, ныне Его Императорского Высочества Великого Князя Бориса Владимировича полк — пехотная воинская часть Русской императорской армии.
- Старшинство — 25 июня 1700 года.
- Полковой праздник — день Вознесения Господня.

## Места дислокации
- 1820 — г. Звенигород, прибудет 28 сентября[3]. Полк входил в состав 19-й пехотной дивизии.
- Позже — Староконстантинов Волынской губернии.

## История
- 1700 — Сформирован в Казани комиссией генерала А. И. Репнина из даточных людей как солдатский полковника Ивана Алферьевича Буша.
- 1701 — Действовал под Ригой.
- 1702 — Присоединена часть полка Тихона Христофоровича Гундертмарка.
- 1703 — Действовал у Ниеншанца.
- 1704 — Действовал под Нарвой.
- 10 марта 1708 — Азовский солдатский полк.
- 1709 — Участвовал в боях под Ревелем.
- 1722—1725 — Участвовал в Персидском походе.
- 9 июля 1724 — Выделено 4 роты для формирования Ширванского полка, взамен их сформированы новые.
- 16 февраля 1727 — 2-й Рязанский пехотный полк.
- 13 ноября 1727 — Азовский пехотный полк.
- 1736—1739 — Участвовал в русско-турецкой войне.
  - 1737 — Участвовал в Крымском походе.
- 30 мая 1756 — Выделена гренадерская рота для формирования 2-го гренадерского полка.
- 1757—1763 — Участвовал в Семилетней войне, в том числе:
  - в осаде Мемеля
  - сражении при Гросс-Егерсдорфе
  - сражении при Пальциге
  - сражении при Кунерсдорфе
- 25 апреля 1762 — Пехотный генерал-майора князя Любомирского полк.
- 5 июля 1762 — Азовский пехотный полк.
- 1764 — Польский поход.
- 29 ноября 1769 — Азовский мушкетёрский полк.
- 1769—1774 — Участвовал в русско-турецкой войне.
- 1792 — Под командованием генерал-аншефа Кречетникова действовал в Литве и Польше.
- 1794 — Участвовал в сражении под Брест-Литовском и в штурме Праги.
- 31 октября 1798 — Мушкетёрский генерал-майора Ребиндера полк.
- 3 октября 1799 — Мушкетёрский генерал-майора Селехова полк.
- 1799 — Участвовал в Итальянском и Швейцарском походах (потерял половину личного состава).
- 31 марта 1801 — Азовский мушкетёрский полк.
- 1805 — Участвовал в сражениях под Шенграбеном и Аустерлицем (в последнем потерял половину личного состава и все четыре знамени, хотя ни одно не досталось противнику).
- 1806 — Участвовал в сражениях под Прейсиш-Эйлау, Гейльсбергом и Фридландом.
- 1808 — Участвовал в Шведском походе, отличился при Севаре.
- 22 февраля 1811 — Азовский пехотный полк.
- 1812 — Прибыл из Финляндии к театру боевых действий только 10 сентября. Под началом Витгенштейна участвовал в сражениях при Чашниках, Смолянах и Старом Борисове.
- 1813 — Действовал против Данцига.
- 1814 — Вошёл в состав резервной армии, дислоцированной в герцогстве Варшавском.
- 1828—1829 — Участвовал в русско-турецкой войне, во взятии Браилова, в сражениях у Эски-Стамбула, Куртепе, Сизополя, в походе на Константинополь (к концу кампании в полку осталось 100 человек).
- 28 января 1833 — Присоединены 1-й и 3-й батальоны 37-го и 1-й батальон 39-го егерских полков. Полк приведён в состав 4-х действующих и 2-х резервных батальонов.
- 1834 — 6-й батальон полка упразднён.
- 14 июня 1841 — Одна рота отделена на формирование 6-го резервного батальона Тенгинского полка.
- 1842 — 6-й батальон полка вновь сформирован как запасной.
- 1849 — Участвовал в Венгерской кампании в составе главных сил, но в сражениях участия не принимал.
- 13(25) октября 1854 — Во время Балаклавского сражения овладел Первым редутом, расположенным на одном из Семякиных (Кадык-Койских) холмов.

Главная колонна, двинувшаяся сначала вдоль Чёрной речки, по просёлочной дороге, вышла на тракт из Бахчисарая в Балаклаву. Здесь она натолкнулась на редуты, занятые турками. Так как первый редут был довольно сильно укреплён, генерал Липранди сперва открыл по нему артиллерийский огонь, а затем выслал вперёд штурмующие части. Стрелковая цепь прикрывала наступавшие ротными колоннами первый, второй и третий батальоны Азовского полка, которых, в свою очередь, поддерживали с обоих флангов четвёртый батальон Азовского и один батальон Днепровского полка, наступавшие сомкнутыми колоннами. После энергичного сопротивления редут был взят; то, что турки потеряли при этом 170 человек убитыми и ранеными, свидетельствует, вопреки злостным утверждениям английских газет, о мужественной защите этого редута. Зато второй, третий и четвёртый редуты, построенные наспех, были взяты русскими почти без боя, и к семи часам утра первая оборонительная линия союзников была уже целиком в их руках.— Ф. Энгельс. Сражение под Балаклавой
- 4 августа 1855 — в составе всей 12-й пехотной дивизии полк участвовал в сражении на Чёрной речке, где был командир полка Т. А. Норденстренг[4].
- 23 августа 1856 — 5, 6, 7 и 8-й батальоны расформированы, а 4-й действующий батальон переименован в резервный и отчислен в резервные войска (в 1863 году этот батальон выделен для формирования 139-го пехотного Моршанского полка).
- 27 мая 1862 — Азовский пехотный генерал-адъютанта графа Лидерса полк.
- 25 марта 1864 — 45-й Азовский пехотный генерал-адъютанта графа Лидерса полк.
- 5 февраля 1874 — 45-й пехотный Азовский полк.
- 12 ноября 1877 — 45-й пехотный Азовский Его Императорского Высочества великого князя Бориса Владимировича полк.
- 25 марта 1891 — 45-й пехотный Азовский генерал-фельдмаршала графа Головина, ныне Его Императорского Высочества великого князя Бориса Владимировича полк.
- 1905 — В столетнюю годовщину Аустерлицкого сражения по Высочайшему повелению за спасение боевых знамён навечно зачислены в списки полка подпрапорщик Грибовский (спас белое полковое знамя) и унтер-офицер С. А. Старичков (спас одно из ротных знамён полка).
- 4 марта 1917 — 45-й пехотный Азовский генерал-фельдмаршала графа Головина полк.
- 1918 — Упразднён.

## Шефы полка
- 03.12.1796—18.07.1797 — генерал-майор князь Николай Сергеевич Волконский
- 18.07.1797—03.10.1799 — генерал-майор Ребиндер, Максим Владимирович
- 03.10.1799—05.03.1806 — генерал-майор Селехов, Алексей Абрамович
- 05.03.1806—11.11.1808 — полковник (с 12.12.1807 генерал-майор) Готовцев, Александр Кондратьевич
- 11.11.1808—03.01.1809 — полковник Госевский
- 03.01.1809—02.09.1809 — генерал-майор Готовцев, Александр Кондратьевич
- 02.09.1809—01.09.1814 — полковник (с 15.09.1813 генерал-майор) Трескин, Михаил Львович
- 27.05.1862—05.02.1874 — генерал-адъютант граф Лидерс, Александр Николаевич
- 12.11.1877—03.1917 — великий князь Борис Владимирович

## Командиры полка
- хх.хх.1791 — 03.12.1796 — полковник (с 23.09.1794 бригадир) князь Горчаков, Алексей Иванович
- 03.12.1796 — 04.12.1797 — полковник Острожский, Василий Кириллович
- 13.09.1798 — 13.08.1799 — полковник Харламов, Фёдор Васильевич
- 02.02.1800 — 28.04.1802 — подполковник (с 17.05.1800 полковник) Курош, Демьян Николаевич
- 09.01.1803 — 03.01.1809 — подполковник (с 23.04.1806 полковник) Штакельберг, Отто Владимирович
- 03.01.1809 — 28.02.1811 — майор Албычев, Алексей Петрович
- 16.05.1811 — 01.06.1815 — майор фон Карм, Яков Александрович
- 01.06.1815 — 26.09.1823 — полковник (с 30.08.1823 генерал-майор) Рейх, Иван Иванович
- 17.10.1823 — 03.09.1828 — подполковник (с 23.08.1826 полковник) Русанов, Дмитрий Михайлович
- 18.11.1828 — 21.07.1829[5] — подполковник Поливанов, Николай Сергеевич
- 01.01.1830 — 05.05.1832 — командующий подполковник Крыжов 2-й, Платон
- 19.05.1832 — 26.01.1835 — полковник Загоскин, Василий Николаевич (исключён умершим)
- 13.02.1835 — 19.07.1835 — полковник Каниболоцкий, Яков Петрович
- 19.07.1835 — 28.01.1837 — полковник Кулеш, Феликс Иванович
- 28.01.1837 — 10.04.1838 — полковник (с 03.04.1838 генерал-майор) Шрейбер, Иван Петрович
- 01.05.1838 — 17.04.1841 — полковник Щербацкий, Яков Григорьевич
- 17.04.1841 — 22.09.1846 — полковник Гаузен, Карл Васильевич
- 30.11.1849 — 03.02.1855 — полковник (с 06.12.1854 генерал-майор) барон Криденер, Фабиан Миронович
- 03.02.1855 — 12.11.1855 — полковник Норденстренг, Тур Андреевич
- 12.11.1855 — 26.08.1856 — флигель-адъютант полковник барон фон Виллебрант, Эрнст Фёдорович
- 30.08.1856 — 29.12.1862[6] — полковник Колодеев, Хрисанф Иванович
- 29.12.1862[6] — хх.хх.1863 — полковник Фок, Николай Александрович
- 14.02.1863 — 28.03.1871 — полковник Корево, Венцеслав Станиславович
- 02.04.1871 — 21.04.1878 — полковник Невадовский, Иван Фёдорович
- 25.04.1878 — 19.08.1885 — полковник Троицкий, Пётр Архипович
- 05.09.1885 — 29.03.1887 — полковник Соловьёв, Владимир Феопемтович
- 28.04.1887 — 05.11.1890 — полковник Поволоцкий, Иван Максимович
- 11.11.1890 — 26.07.1893[7] — полковник князь Бегильдеев, Александр Сергеевич
- 26.07.1893 — 09.12.1896 — полковник Паго, Дмитрий Фёдорович
- 12.12.1896 — 18.08.1898 — полковник Рогожников, Анатолий Алексеевич
- 20.09.1898 — 24.04.1902 — полковник Волошинов, Фёдор Афанасьевич
- 08.05.1902 — 21.01.1905 — полковник Гойлевич, Иван Иосифович
- 03.02.1905 — 06.03.1910 — полковник Кренке, Виктор Константинович
- 01.05.1910 — 24.12.1914 — полковник Лавров, Василий Николаевич
- 30.12.1914 — 04.06.1915 — полковник Раздеришин, Павел Аркадьевич
- 04.06.1915 — 28.04.1917 — полковник (с 13.01.1917 генерал-майор) Белевич, Иосиф Донатович
- 19.05.1917 — хх.хх.хххх — полковник Изотов, Сергей Васильевич

## Знаки отличия
1. Полковое знамя Георгиевское, с надписями: «За дело на Кадыкиойских высотах 13 Октября 1854 г. и за Севастополь в 1854 и 1855 годах» и «1700—1900», с Александровскою юбилейною лентою. Высочайший приказ 25 Июня 1900 г.
2. Поход за военное отличие, пожалованный полку 6 Апреля 1830 г. за отличие в Турецкую войну 1828—1829 гг., во всех 4-х батальонах.
3. Знаки на головные уборы, с надписью: «За отличие», пожалованные полку в 1833 г. для уравнения с батальонами 37-го Егерского полка присоединённых к полку и Георгиевские трубы. с надписью: «За отличие 7, 14 и 30 Ноября 1877 года», пожалованные 17 Апреля 1878 г.

## Известные люди, служившие в полку
- Вержбицкий, Григорий Афанасьевич
- Гильфердинг, Иван Фёдорович
- Зайцев, Алексей Дмитриевич
- Лисецкий, Антон Григорьевич
- Неклюдов, Леонтий Яковлевич
- Розен, Александр Владимирович
- Селявин, Николай Иванович
- Шехавцов, Василий Петрович
- Старков, Яков Михайлович